# Чемпіонат Європи з художньої гімнастики 1999
Чемпіонат Європи з художньої гімнастики 1999 пройшов з 28 по 30 травня в місті Будапешт, Угорщина.

## Медалісти
| Дисципліна         | Золото                 | Срібло                 | Бронза               |
| Особиста першість  | Особиста першість      | Особиста першість      | Особиста першість    |
| ------------------ | ---------------------- | ---------------------- | -------------------- |
| Абсолютна першість | Аліна Кабаєва (RUS)    | Юлія Раскіна (BLR)     | Єва Серрано (FRA)    |
| Вправа з обручем   | Аліна Кабаєва (RUS)    | Юлія Раскіна (BLR)     | Юлія Барсукова (RUS) |
| Вправа з м'ячем    | Олена Вітриченко (UKR) | Юлія Барсукова (RUS)   | Єва Серрано (FRA)    |
| Вправа з скакалкою | Юлія Барсукова (RUS)   | Олена Вітриченко (UKR) | Аліна Кабаєва (RUS)  |
| Вправа з стрічкою  | Олена Вітриченко (UKR) | Аліна Кабаєва (RUS)    | Юлія Раскіна (BLR)   |

## Медалісти (групові вправи), сеньйори
| Дисципліна           | Золото         | Срібло         | Бронза         |
| Групові вправи       | Групові вправи | Групові вправи | Групові вправи |
| -------------------- | -------------- | -------------- | -------------- |
| Групова першість     | Греція         | Росія          | Білорусь       |
| 10 булав             | Греція         | Росія          | Білорусь       |
| 3 стрічки + 2 обручі | Греція         | Росія          | Іспанія        |

## Медалісти (групові вправи), юніори
| Дисципліна     | Золото         | Срібло         | Бронза         |
| Групові вправи | Групові вправи | Групові вправи | Групові вправи |
| -------------- | -------------- | -------------- | -------------- |
| 5 скакалок     | Росія          | Болгарія       | Греція         |

## Медальний залік
| Місце               | Країна              | Золото | Срібло | Бронза | Загалом |
| ------------------- | ------------------- | ------ | ------ | ------ | ------- |
| 1                   | Росія (RUS)         | 4      | 5      | 2      | 11      |
| 2                   | Греція (GRE)        | 3      | 0      | 1      | 4       |
| 3                   | Україна (UKR)       | 2      | 1      | 0      | 3       |
| 4                   | Білорусь (BLR)      | 0      | 2      | 3      | 5       |
| 5                   | Болгарія (BUL)      | 0      | 1      | 0      | 1       |
| 6                   | Франція (FRA)       | 0      | 0      | 2      | 2       |
| 7                   | Іспанія (ESP)       | 0      | 0      | 1      | 1       |
| Загалом (7 збірних) | Загалом (7 збірних) | 9      | 9      | 9      | 27      |